# Sterling Marlin

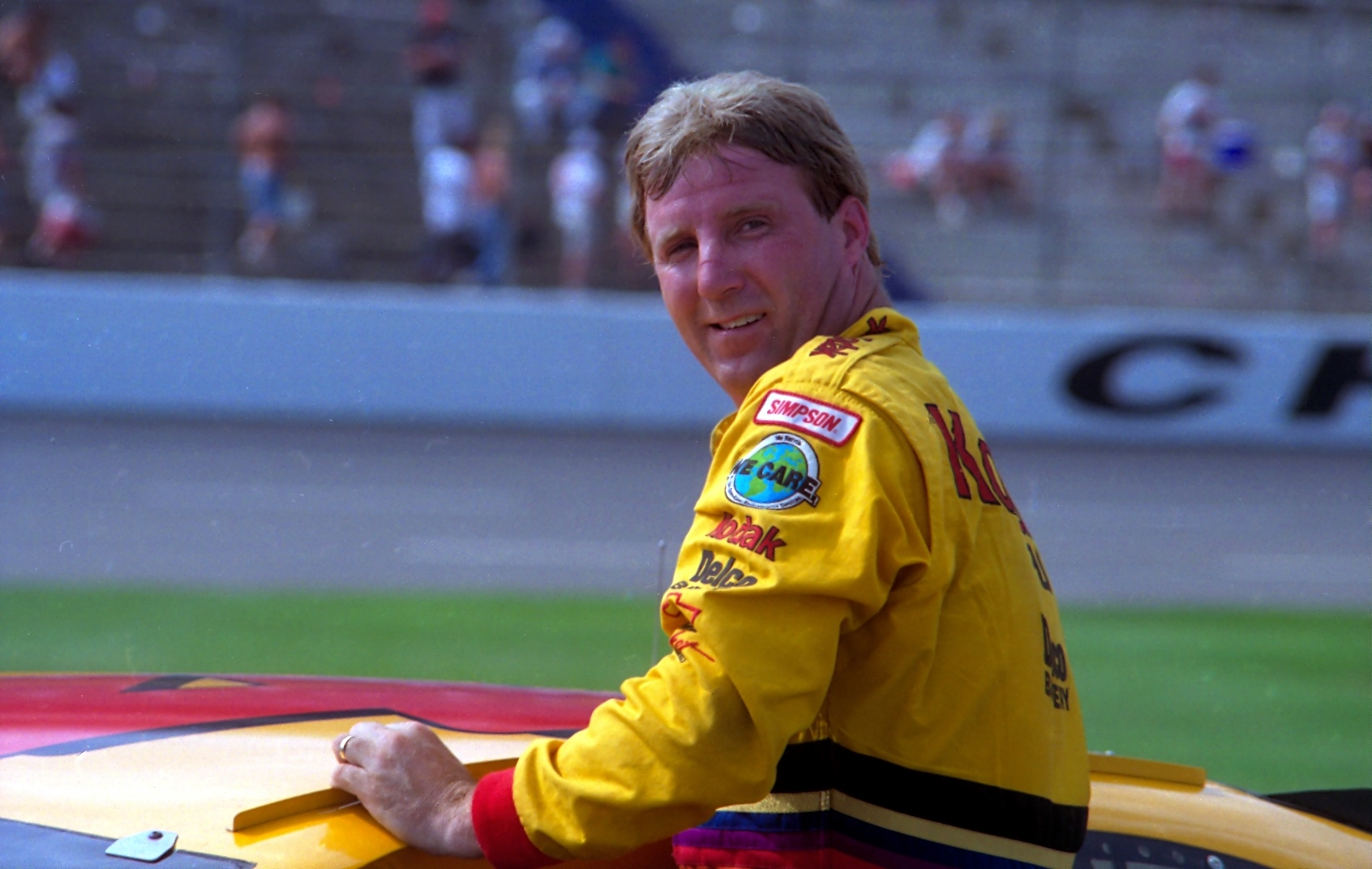
Sterling Marlin (1996)

Sterling Burton Marlin (* 30. Juni 1957 in Columbia, Tennessee) ist ein ehemaliger US-amerikanischer NASCAR-Rennfahrer. Zu seinen größten Erfolgen gehören der Sieg beim Daytona 500 in den Jahren 1994 und 1995 sowie ein dritter Platz im Winston Cup in den Jahren 1995 und 2001. Sterling Marlin ist der Sohn von Coo Coo Marlin. Auch sein Sohn Steadman war als Rennfahrer aktiv, ebenso sein Enkel Stirlin (* 2003).

## Karriere

### Frühe Jahre
Während seiner Schulzeit an der Spring Hill High School spielte Marlin Basketball und American Football, wobei er in letztgenannter Sportart in seinem Abschlussjahr als Quarterback und Linebacker ebenfalls Teamkapitän war. Sein NASCAR-Debüt gab er 1976 beim Music City USA 420 auf dem Nashville Speedway USA, als er den Chevrolet mit der Startnummer 14 für seinen verletzten Vater fuhr. Marlin ging von Startplatz 30 ins Rennen und beendete es auf Platz 29, nachdem er in der frühen Phase des Rennens Probleme infolge einer defekten Benzinpumpe hatte. Nach über einem Jahr Pause absolvierte Marlin in der Saison 1978 zwei Starts: Beim World 600 wurde er Neunter und das Nashville 420 beendete er auf Platz 25, bei letzterem Rennen startete auch sein Vater. In der Saison 1979 trat er erneut in Nashville an und belegte Platz 17. In der Saison 1980 ging er in insgesamt fünf Rennen im Winston Cup an den Start und erzielte zwei Top-10-Ergebnisse, ein achter Platz beim Daytona 500 und ein siebter Platz in Nashville. In diesem und in den beiden darauffolgenden Jahren wurde Marlin drei Mal hintereinander der Strecken-Champion auf dem Nashville Speedway USA. 1982 wurde Marlin Opfer eines Trickbetrügers, der sich unter dem Pseudonym L. W. Wright einen Startplatz bei einem Winston-Cup-Rennen erschwindelt hatte.

### 1983–1990

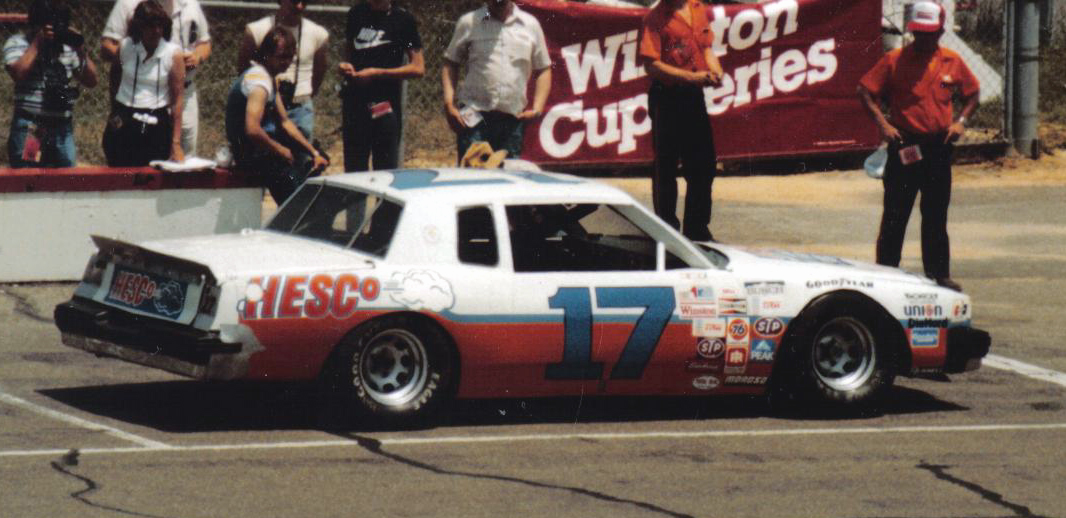
Marlins Rennwagen der Saison 1983

Seine erste volle Saison fuhr Marlin in der Saison 1983 im Chevrolet mit der Startnummer 17 für Roger Hamby. Er erzielte ein Top-10-Ergebnis beim Mason-Dixon 500 auf dem Dover International Speedway und wurde 19. in der Meisterschaft. Zudem wurde er mit dem Titel des Rookie of the Year ausgezeichnet. In der Saison 1984 ging Marlin in 14 von insgesamt 30 Rennen an den Start. Nach einem 15. Platz im Daytona 500 für Hamby absolvierte er die restlichen 13 Rennen für Sadler Brothers Racing, in denen er zwei Platzierungen unter den Top 10 erzielte. 1985 waren es nur noch acht Rennen, zu denen Marlin antrat, davon sieben für Salder Brothers Racing. Bestes Ergebnis war ein zwölfter Platz beim Talladega 500 auf dem Talladega Superspeedway. Er beendete die Saison mit einem 29. Platz beim Miller High Life 500 auf dem Charlotte Motor Speedway für Helen Rae Smith.
Zur Saison 1986 wechselte Marlin in die Startnummer 1 von Hoss Ellington, in der er insgesamt zehn Rennen absolvierte. Der zweite Platz beim Firecracker 400 war das bis dato beste Ergebnis seiner Karriere. Zusätzlich fuhr er auch noch das Winn-Dixie 300 auf dem Charlotte Motor Speedway in der Busch Series. 1987 trat Marlin erstmals seit 1983 wieder für eine komplette Saison an, als er von Billy Hagan als Fahrer des Oldsmobiles mit der Startnummer 44 verpflichtet wurde. Er erzielte vier Top-5-Ergebnisse und wurde Elfter in der Meisterschaft. In der darauffolgenden Saison 1988 beendete er sieben der ersten zehn Rennen auf Platz acht oder besser. Am Ende der Saison belegte er Platz zehn. Nebenbei trat Marlin auch noch in der Busch Series an und absolvierte vier Rennen.
Zur Saison 1989 wechselte Marlin in die Startnummer 94 und stellte seine bisherige Saisonbestleistung von 13 Top-10-Ergebnissen ein. Bestes Ergebnis war ein dritter Platz beim Saisonfinale, dem Atlanta Journal 500, auf dem Atlanta Motor Speedway. In der Meisterschaftswertung belegte er Platz zwölf. Wie schon im Vorjahr trat er auch 1989 in der Busch Series an und absolvierte zwei Rennen. In der Saison 1990 erzielte Marlin zehn Platzierungen innerhalb der Top 10 mit einem vierten Platz beim GM Goodwrench 500 auf dem North Carolina Motor Speedway. In der Meisterschaftswertung rutschte er um weitere zwei Plätze auf den 14. Platz ab. In der Busch Series hingegen holte er beim All Pro 300 auf dem Charlotte Motor Speedway seinen allerersten Sieg in einer der Top-Divisionen der NASCAR.

### 1991–1997
Zur Saison 1991 verließ Marlin das Team rund um die Startnummer 94 und wechselte in den Ford mit der Startnummer 22 für Junior Johnson. Er startete in die Saison mit einem zweiten Platz beim Daytona 500, was zugleich das beste Resultat der Saison bleiben sollte. Zusätzlich holte er sich beim Firecracker 400 in Daytona und beim DieHard 500 in Talladega die Pole-Position. In der Meisterschaftswertung verbesserte sich Marlin auf Platz sieben. 1992 ging er von insgesamt fünf Rennen vom ersten Startplatz ins Rennen und beendete 13 innerhalb der Top 10. Dennoch verließ Marlin trotz eines zehnten Platzes in der Meisterschaftswertung das Team, um in die Startnummer 8 von Stavola Brothers Racing zu wechseln. In der Busch Series war Marlin 1992 ebenfalls in zwei Rennen aktiv, nachdem er 1991 nicht angetreten war.
In der Winston Cup Saison 1993 konnte Marlin nicht an die Erfolge der Vorjahre anknüpfen. In seinem neuen Team erzielte er nur acht Top-10-Platzierungen mit einem zweiten Platz beim Pepsi 400 als bestes Ergebnis. Entsprechend verschlechterte er sich in der Meisterschaft auf Platz 15. Nebenbei fuhr er auch noch acht Rennen in der Busch Series für Fred Turner mit einem fünften Platz als bestes Ergebnis.

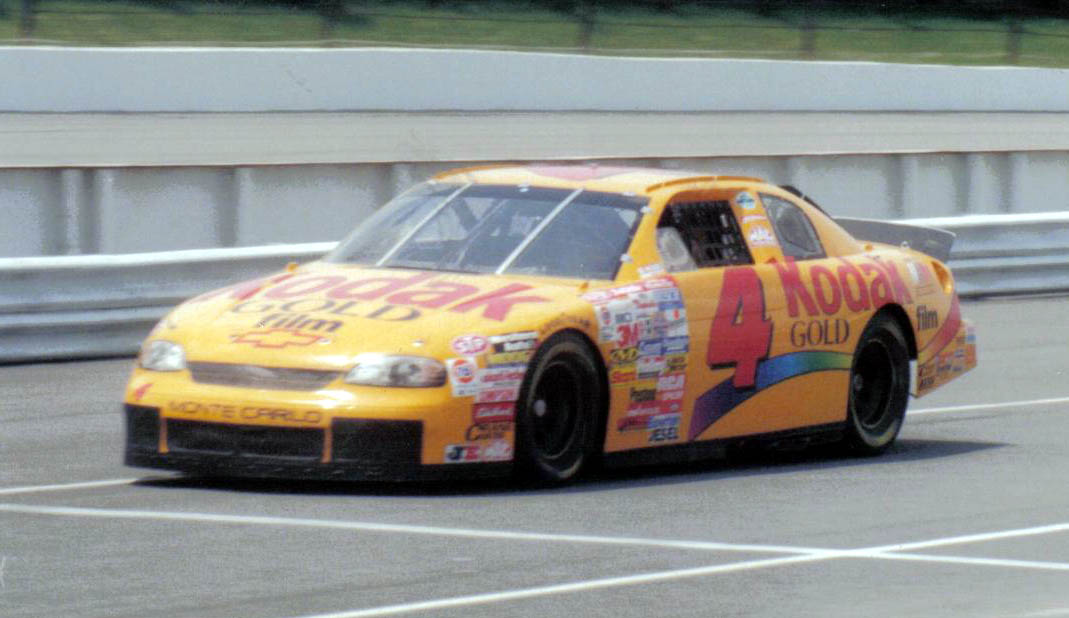
Marlin 1997 in Pocono

Beim Saisonstart der Saison 1994, dem Daytona 500, erzielte Marlin den ersten Sieg seiner Karriere im Winston Cup in der Startnummer 4 für Morgan-McClure Motorsports. Es blieb der einzige Sieg in dieser Saison und mit zehn weiteren Platzierungen unter den Top 10 verbesserte er sich in der Meisterschaft um einen Rang auf Platz 14. In der Busch Series trat Marlin in insgesamt neun Rennen an. Bestes Ergebnis war ein vierter Platz beim Fram Filter 500K in Talladega.
In der Saison 1995 wiederholte Marlin seinen Erfolg beim Daytona 500. Nach Richard Petty (1972 & 1973) und Cale Yarborough (1983 & 1984) ist er der dritte Fahrer, der zweimal hintereinander das Daytona 500 gewinnen konnte. Es folgten zwei weitere Siege beim TranSouth Financial 400 auf dem Darlington Raceway und dem DieHard 500 in Talladega. Mit 19 weiteren Platzierungen innerhalb der Top 10 absolvierte Marlin die beste Saison seiner Karriere und beendete sie mit einem dritten Platz in der Meisterschaft hinter Jeff Gordon und Dale Earnhardt. Sein einziges Rennen in der Busch Series beendete Marlin auf Platz 36. 1996 wiederholte er im Winston Cup seinen Sieg in Talladega beim Winston Select 500 und siegte beim zweiten Saisonrennen in Daytona, dem Pepsi 400. Mit nur acht weiteren Top-10-Platzierungen rutschte er in der Meisterschaftswertung auf Platz acht ab. In der Busch Series konnte er in zwei Rennen eine Platzierung innerhalb der Top 5 erzielen.
Im Winston Cup der Saison 1997 blieb Marlin sieglos. Bestes Ergebnis war ein dritter Platz beim Pepsi 400 in Daytona, so dass er in der Meisterschaft bis auf Platz 25 abrutschte. Ebenfalls erfolglos blieben seine drei Starts in der Busch Series.

### 1998–2005
Zur Saison 1998 wechselte Marlin in den Chevrolet mit der Startnummer 40 für SABCO Racing und gewann direkt das Gatorade 125, eines der Qualifikationsrennen zum Daytona 500. Aber nur drei Wochen später verpasste er die Qualifikation zum Primestar 500 auf dem Atlanta Motor Speedway. Es war das erste Mal seit 1986, dass Marlin an einem Rennen nicht teilnehmen konnte. Mit sechs Platzierungen innerhalb der Top 10 genügte es zum Saisonende dennoch zu einem 13. Platz. In der Busch Series ging Marlin in insgesamt fünf Rennen an den Start, von denen er zwei innerhalb der Top 10 beendete. 1999 erzielte er seine erste Pole-Position seit 1995. Trotz fünf Top-10-Ergebnissen, darunter zwei innerhalb der Top 5, verschlechterte er sich in der Meisterschaftswertung auf Platz 16. Bestes Ergebnis seiner sieben Starts in der Busch Series war ein vierter Platz beim Food City 250 in Bristol, zu zwei weiteren Rennen verpasste er die Qualifikation.
Bestes Ergebnis im Winston Cup der Saison 2000 war ein zweiter Platz beim Straßenrennen Save Mart/Kragen 350 auf dem Sears Point Raceway. Mit sechs weiteren Ergebnissen innerhalb der Top 10 langte es zum Saisonende zu Platz 19 in der Meisterschaftswertung. In der Busch Series fuhr Marlin beim Cheez-It 250 in Bristol seinen zweiten Sieg ein. Insgesamt startete er in vier Rennen, für zwei weitere konnte er sich nicht qualifizieren.
2001 wurde die Mehrheit von SABCO Racing durch das damalige CART-Team von Chip Ganassi übernommen und wechselte zum Hersteller Dodge. Marlin gewann erneut ein Gatorade-125-Qualifikationsrennen zum Daytona 500. Drei Tage später beim Daytona 500 berührte er in der letzten Kurve des Rennens Dale Earnhardt, der dadurch frontal in die äußere Begrenzungsmauer einschlug und an den Folgen des Einschlags starb. In den darauffolgenden Tagen war Marlin Ziel von aufgebrachten Fans, die ihm die Schuld am Tod von Earnhardt gaben und auch Morddrohungen gegen ihn und seine Familie aussprachen. Erst nachdem Dale Earnhardt junior als auch eine offizielle Untersuchung seitens NASCAR ihn öffentlich von einer Mitschuld freisprach, beruhigte sich die Situation. Im Verlauf der Saison erzielte Marlin beim Pepsi 400 Presented by Meijer auf dem Michigan International Speedway den ersten Sieg für Dodge nach dessen Rückkehr in den Winston Cup sowie einen weiteren Sieg beim UAW-GM Quality 500 in Charlotte. Am Ende der Saison belegte Marlin Platz drei in der Meisterschaft.
In der Frühphase der Saison 2002 siegte Marlin beim UAW-DaimlerChrysler 400 auf dem Las Vegas Motor Speedway und dem Carolina Dodge Dealers 400 auf dem Darlington Raceway. Zudem führte er sechs Runden vor Ende des Daytona 500, als es durch eine rote Flagge unterbrochen wurde. Während dieser Unterbrechung stieg Marlin aus und begutachtete seinen Wagen. Da der vordere rechte Kotflügel am Reifen scheuerte, versuchte er den Kotflügel etwas herauszuziehen. Da während einer Rennunterbrechung jedoch jegliche Arbeiten am Wagen untersagt sind, wurde Marlin zur Strafe für den Neustart an das Ende der längsten Schlange zurückversetzt und verschenkte somit einen möglichen Sieg. Marlin führte die Meisterschaftswertung für insgesamt 25 Wochen an, bevor er die Führung nach dem Sylvania 300 an Mark Martin verlor. Beim Protection One 400 auf dem Kansas Speedway zog er sich eine ernsthafte Verletzung im Nacken zu, sodass er die restlichen sieben Rennen der Saison aussetzen musste und in der Meisterschaftswertung bis auf Platz 18 zurückfiel.
In der Saison 2003 reichte es zu keinem Ergebnis innerhalb der Top 5, aber mit elf Top-10-Ergebnissen, darunter vier sechsten Plätze, wiederholte er Platz 18 in der Meisterschaft. Trotz drei vierten Plätzen und vier weiteren Platzierungen innerhalb der Top 10 in der Saison 2004 verschlechterte Marlin sich in der Meisterschaftswertung auf Platz 21. In den beiden Rennen der Busch Series, an denen er teilnahm, konnte Marlin keine Top-10-Platzierung erzielen.
Im Nextel Cup der Saison 2005 lief es ebenfalls nicht gut für Marlin. Nur ein fünfter Platz und vier weitere Platzierungen innerhalb der Top 10 sorgten dafür, dass er die Saison auf Platz 30 beendete. Während der Saison gab Chip Ganassi Racing bekannt, dass Marlin zur Saison 2006 durch David Stremme ersetzt werde. In der Busch Series fuhr Marlin insgesamt 19 Rennen, so viele wie bis dahin noch nie in einer Saison in seiner Karriere. Er erzielte drei Top-5-Platzierungen und zwei weitere Ergebnisse innerhalb der Top 10.

### 2006–2010

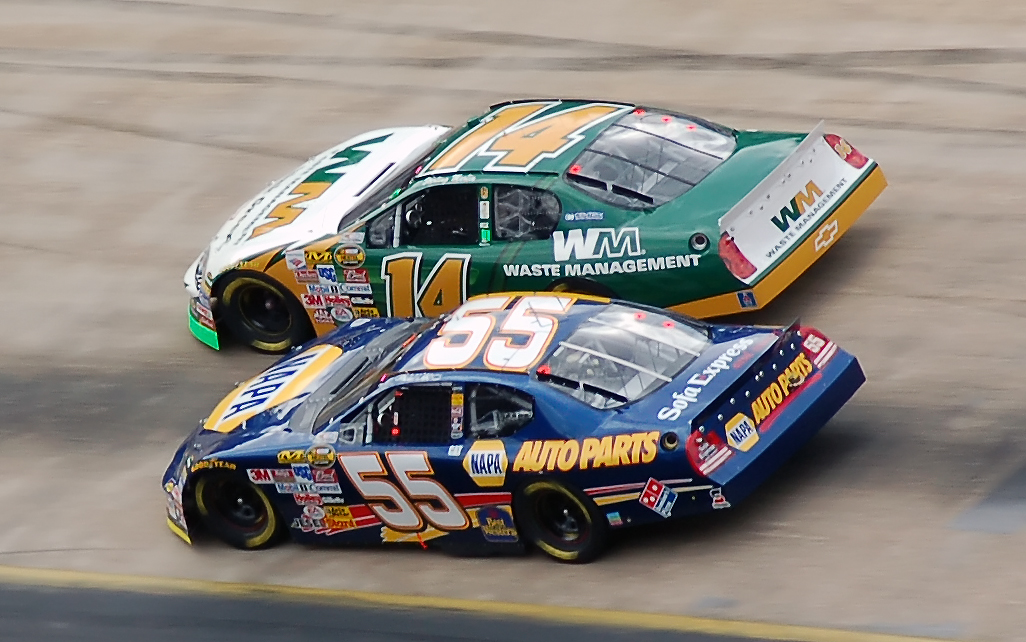
Marlin in der Startnummer 14 im Kampf mit Michael Waltrip in Bristol 2006.

Marlin wechselte daraufhin zur Saison 2006 in den Chevrolet mit der Startnummer 14 für MB2 Motorsports. Die Startnummer 14 war dabei ein Tribut an seinen Vater, dessen Startnummer die 14 war und der 2005 gestorben war. Die einzige Top-10-Platzierung der Saison erzielte Marlin beim Crown Royal 400 auf dem Richmond International Raceway und er beendete die Saison auf Rang 34. Es war zudem die letzte volle Saison von Marlin.
In der Saison 2007 wechselte Marlin zum Team Ginn Racing, für das er 19 fuhr. Nach dem 19. Rennen der Saison, dem USG Sheetrock 400 auf dem Chicagoland Speedway, gab Ginn Racing am 17. Juli 2007 bekannt, dass Marlin zum Allstate 400 at the Brickyard in Indianapolis am darauffolgenden durch Regan Smith ersetzt werde. Für das Sharpie 500 in Bristol konnte sich Marlin als Ersatz für Kenny Wallace nicht qualifizieren, ebenso als Ersatz für Mike Wallace beim UAW Ford 500 in Talladega. In den beiden letzten Saisonrennen qualifizierte er sich in der Startnummer 09 für Phoenix Racing. Ebenfalls für Phoenix Racing absolvierte er zwei Rennen in der Busch Series mit einem 15. Platz als bestes Ergebnis.

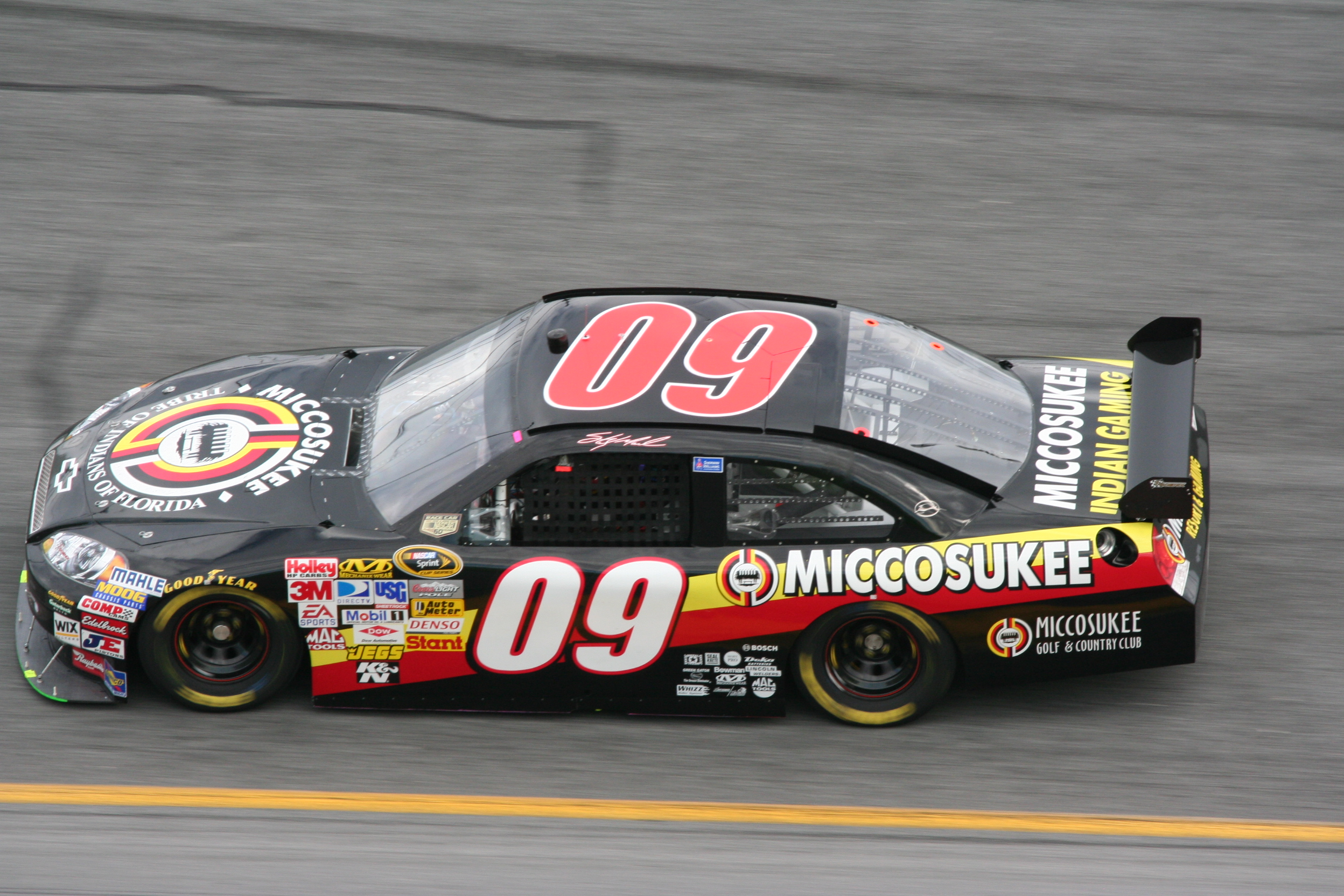
Marlin in der Startnummer 09 während der Saison 2008

In der Saison 2008 verpasste er für Phoenix Racing die Qualifikation zum Daytona 500, schaffte sie jedoch für das Aaron’s 499 in Talladega und in der darauffolgenden Woche zum Crown Royal Presents The Dan Lowry 400 in Richmond. Anschließend startete er in der Startnummer 40 für Chip Ganassi Racing beim Dodge Avenger 500 in Darlington und beim Coca-Cola 600 auf dem Lowe’s Motor Speedway als Ersatz für den verletzten Dario Franchitti. Seinen fünften Saisonstart absolvierte Marlin beim Coke Zero 400 in Daytona.
Am 18. März 2010 gab Marlin seinen Rücktritt bekannt.